# Olivier Larronde
Olivier Larronde (* 2. März 1927 in La Ciotat; † 31. Oktober 1965 in Paris) war ein französischer Dichter.

## Leben und Werk
Olivier Larronde war der Sohn von Carlos Larronde († 1940) und von Charlotte Fourcine. Der Vater, Nachkomme einer Weinhändler-Familie aus Bordeaux, war Schriftsteller, Journalist, Hörspiel-Pionier und Dichter. So entstammte Olivier Larronde einer Familie, die aus dem kultivierten Bürgertum kommend, immer mehr der Bohème zuneigte. Er besuchte das von Maristenpatres geführte Collège Notre-Dame de Bury, das er nach dem Tod seines Vaters und dem seiner ihm sehr nahestehenden jüngeren Schwester verließ, als er 15 Jahre alt war.
1943 ging er nach Paris, um zunächst Jean Cocteau und dann Jean Genet kennenzulernen. Genet bewunderte den jungen Dichter und bewog den Verleger Marc Barbezat 1946 dazu, seine erste Sammlung von Gedichten „Les Barricades Mystérieuses“ (Die geheimnisvollen Barrikaden, nach dem Titel einer Cembalokomposition von François Couperin) zu veröffentlichen. Diese Publikation, die das Interesse von Autoren wie Michel Leiris und Raymond Queneau weckte, ermöglichte dem jungen Dichter den Einzug auf die Seiten der Literaturzeitschrift Barbezats l'Arbalète (Die Armbrust). Larronde verkehrte in den literarischen Kreisen von Paris, in denen ihm nur wenige gleichgültig gegenüberstanden. Mandiargues nannte seine Arbeit „königlich modern“. Er führte dann ein von Bohème und Dilettantismus geprägtes Leben, gemeinsam mit seinem Freund Jean-Pierre Lacloche. Seine zweite Sammlung „Rien voilà l’ordre“ (ein Anagramm seines Namens) erschien 1959, illustriert mit 31 Zeichnungen von Alberto Giacometti.
Wegen seiner epileptischen Anfälle suchte er Zuflucht im Opium- und Alkoholkonsum und in Pariser Bars. Er starb in Einsamkeit und im Elend nach einem epileptischen Anfall am 31. März 1965 im Alter von 38 Jahren. Sein drittes und letztes Buch, L'Arbre à lettres (der Briefe-Baum), wurde posthum im nächsten Jahr veröffentlicht. Oft verglichen mit Arthur Rimbaud, wurde Larronde von einigen, darunter Pontalis, als der letzte Spross der berühmten Linie der „verfluchten Dichter“ betrachtet. Er wurde auf dem Friedhof von Samoreau im Département Seine-et-Marne begraben, in der Nähe des Grabes von Stéphane Mallarmé, eines von ihm besonders bewunderten Autors.

## Rezeption und Ehrungen
Der erste Literaturpreis wurde ihm einige Wochen nach seinem Tod im Jahr 1965 verliehen. In den späten 1980er Jahren kam es zu einer bescheidenen Wiederbelebung des Interesses an dieser Arbeit und 2002 zur Veröffentlichung des kompletten Werkes.
Zur Erinnerung an Olivier Larronde wurde am 5. Juli 1985 in Saint-Leu-la-Forêt im Département Val-d’Oise, wo der Dichter den Großteil seiner Jugend verbracht hatte, eine Mailbahn-Allee eingeweiht.
Zitate über Olivier Larronde:
- Jean Cau (Schriftsteller und Sekretär Sartres): ...archange poète de l'après-guerre, couronné de génie, de grâce, de jeunesse, de folles insolences, d'incroyables culots, de beauté déchaînée. (der Erzengel unter den Dichtern der Nachkriegszeit, gekrönt von Genialität, Anmut, Jugend, törichter Anmaßung, unglaublicher Frechheit, entfesselter Schönheit.)[3]
- Jean Cocteau: Il me semble difficile d'imaginer un meilleur exemple de ce dramatique porte-à-faux, de cette grâce qui expose celui qui la possède à la pire des solitudes. (Ein besseres Beispiel für diese dramatische Zwickmühle erscheint schwer vorstellbar, für diese Anmut, die den, der sie besitzt, den schlimmsten Einsamkeiten aussetzt.)[4]

## Werke
- „Rien voilà l'ordre“, illustré de 31 dessins d'Alberto Giacometti, L'Arbalète/Barbezat, 1959
- L'Arbre à lettres, éditions L'Arbalète, Décines, 1966
- Les Barricades mystérieuses, L'Arbalète, Décines, 1990
- L'ivraie en ordre: poèmes et textes retrouvés, Textzusammenstellung von Jean-Pierre Lacloche in Zusammenarbeit mit Patrick Mauriès, Le Promeneur, Paris 2002
- Œuvres poétiques complètes, Le Promeneur, Paris 2002